# Бол Граунд (Џорџија)
Бол Граунд (Џорџија) (енгл. Ball Ground) град је у америчкој савезној држави Џорџија. По попису становништва из 2010. у њему је живело 1.433 становника.

## Демографија
Према попису становништва из 2010. у граду је живело 1.433 становника, што је 703 (96,3%) становника више него 2000. године.
| Група             | 2000.       | 2010.         |
| Белци             | 723 (99,0%) | 1.372 (95,7%) |
| Афроамериканци    | 3 (0,4%)    | 12 (0,8%)     |
| Азијати           | 2 (0,3%)    | 6 (0,4%)      |
| Хиспаноамериканци | 4 (0,5%)    | 23 (1,6%)     |
| Укупно            | 730         | 1.433         |